# Læsten Kirke
Læsten Kirke er en lille romansk kirke i landsbyen Læsten mellem Randers og Viborg.
Kirkens kor og skib er opført i granitkvadre.

## Eksterne kilder og henvisninger
- Læsten Kirke hos KortTilKirken.dk

- Wikimedia Commons har flere filer relateret til Læsten Kirke